# Crocidophora sepialis
Crocidophora sepialis là một loài bướm đêm trong họ Crambidae.